# Лившиц, Дебора Григорьевна
Дебора Григорьевна Лившиц (Дора Григорьевна; 22 сентября 1903, Нижний Новгород — 11 октября 1988, Ленинград) — российская советская переводчица.
Отец, Григорий (Гирш) Лившиц (1871—1917) — казённый раввин, руководил начальной еврейской школой в Нижнем Новгороде, мать, Эстер-Рохл Берковна Кавеноки (1872—1942) — преподаватель. В семье было четверо детей. Старшая сестра — Евгения (род. 1894). Братья: Исаак Григорьевич Лившиц (1896—1970) — советский востоковед, египтолог; Яков Григорьевич Лившиц (1898—1967) — адвокат.
Д. Лившиц получила домашнее начальное образование, затем училась в единой трудовой советской школе второй ступени. В 1919 году служила конторщицей Отдела военных заготовок Нижегородского губернского совета народного хозяйства. В 1920—1921 гг. училась на историко-филологическом факультете Нижегородского государственного университета; была слушательницей Нижегородской государственной литературной студии. В 1923 году семья переехала в Петроград, где Д. Лившиц поступила в Фонетический институт иностранных языков на отделение французского и английского языков. В 1926 году институт был преобразован в Фонетические курсы практического изучения языков.
Во время учебы в институте в 1925 году  Д. Лившиц начала заниматься художественным переводом. 
Первая публикация - перевод с французского языка романа С. Бюисса «Так было» (издан в 1927 году ленинградским издательством «Прибой»).
С 1925 по 1928 гг. Д. Лившиц выполняла по договорам с издательством  "Леногиз" переводы иностранной художественной литературы. 
В 1927 г. была членом Союза работников просвещения (Рабпроса), в 1927—1928 гг. — членом Союза печатников.
В 1927 г. Д. Лившиц была принята во Всероссийский Союз писателей. Членский билет ей вручил председатель правления Петербургского отделения Всероссийского Союза писателей писатель Фёдор Сологуб.
В 1938 году Д. Лившиц вступила в Союз писателей СССР, который пришел на смену Всероссийскому Союзу писателей.
В 1929 — 1940 гг. работала в различных учреждениях и на предприятиях Ленинграда: библиотекарем на заводе им. Ленина; секретарём сектора теоретической и учебной литературы и зав. библиографическим бюро Ленинградского отделения издательства ЦК ВКП(б) «Партиздат»; библиотекарем клуба им. Горького; библиотекарем клуба «Володарский металлист» при заводе им. Ленина; библиотекарем на заводе мореходных инструментов; консультантом в библиотеке при ДК им. С. М. Кирова; зав. библиотекой и библиографом методического кабинета Ленгороно.
С августа 1941 года Д. Лившиц вместе с сестрой и семьей брата Я. Лившица находилась в эвакуации в г. Молотове (г. Пермь), в 1942 г. — в Башкирской АССР, в Уфе. В 1943 г. по вызову "Гослитиздата" — приезжает в Москву. 
В 1944 году возвращается в Ленинград.
В военные и послевоенные годы Д. Лившиц переводила специальную литературу: «Труды комиссии по восстановлению каменноугольных бассейнов Рурской области» (по заказу "Наркомугля"), воспоминания французских и английских военных разведчиков (по заказу «Военгиза»). Продолжала заниматься переводом французской и английской художественной литературы.
В 1944 году она была включена в состав переводчиков романа В. Гюго «Отверженные», который готовило к изданию "ГИХЛ" ("Государственное издательство художественной литературы", впоследствии — "Худлит" ). Сразу после выхода в свет романа Гюго Д. Г. Лившиц начинает работу над переводом романа Александра Дюма «Три мушкетёра», а также заканчивает, начатый ещё до войны, перевод писем Стендаля для собрания сочинений.
В 1950 - 1970-х гг. активно участвовала в работе переводческой секции Ленинградского отделения Союза писателей СССР и семинара молодых переводчиков. 
В 1963 г. в Доме писателя состоялся творческий вечер Д. Лившиц, посвященный ее шестидесятилетию. 
За годы переводческой деятельности Д. Лившиц перевела сорок книг: среди них статьи и письма, романы, повести, рассказы Р. Брэдбери, Ж. Верна, В. Гюго, Д. Дидро, Ч. Диккенса, А. Дюма, Э. Золя , А. Конан Дойля, С. Ликока, П. Мериме, Ги де Мопассана, А. де Мюссе, Р. Роллана, Жорж Санд, Стендаля, А. Франса, и других французских и англоязычных писателей.
Особое место в творчестве Д. Г. Лившиц занимает перевод романа Александра Дюма «Три мушкетера». В 1948 г. новый перевод романа был по рекомендации филолога-романиста Александра Александровича Смирнова (1883—1962) заказан "Гослитиздатом" Д. Лившиц, Л. В. Вальдман и К. Ксаниной. Первое издание вышло в 1949 году под редакцией филолога, переводчика, одного из основоположников советской теории художественного перевода, Андрея Венедиктовича Фёдорова (1906 - 1997), и с предисловием литературоведа, переводчика и исследователя произведений классиков французской художественной литературы, Михаила Соломоновича Трескунова (1909-2005). В 1952 г. было подготовлено 2-е изд., для которого Д. Г. Лившиц заново выполнила редактуру двух частей: своей и скончавшейся к тому времени К. Ксаниной.  
В 1977 г. московское отделение «Детгиза» в связи с необходимостью переиздания романа, обратилось к Д. Г. Лившиц, единственной оставшейся в живых из трёх переводчиц, в третий раз отредактировать перевод — теперь уже всего романа, внеся необходимую правку. В 1981 году она завершила тридцатилетнюю работу над переводом романа Александра Дюма «Три мушкетера», в четвёртый раз отредактировав текст по заказу издательства «Правда», готовившего роман для обновленной «Библиотеки для детей» в пятидесяти томах. Несмотря на то, что Д. Лившиц делала этот новый перевод одна, она попросила указать в новых изданиях и своих прежних коллег.  Вплоть до 2004 года многочисленные тиражи «Трёх мушкетёров» выходили в переводе трёх вышеназванных авторов. Начиная с 1949 года, перевод выдержал 53 издания. Этот вариант, который Д. Лившиц считала эталонным, и, который и в XXI веке остаётся непревзойдённым, стал последним изданием романа, вышедшим в свет при жизни переводчицы. 
«Переводы Д. Г. Лившиц характеризует лёгкость и изящество, точность и неукоснительная верность как букве, так и духу подлинника». Подписывая для неё одну из своих книг (Поэзия и перевод. М.-Л., 1963), филолог, переводчик, создатель школы поэтического перевода, Ефим Григорьевич Эткинд (1918—1999), назвал Д. Лившиц поэтессой прозаического перевода.
Д. Г. Лившиц награждена медалями: «За доблестный труд в Великой Отечественной войне 1941-45 гг.» (1947 г.); «В память 250-летия Ленинграда» (1957 г.); юбилейной медалью «Тридцать лет победы в Великой Отечественной войне 1941-45 гг.» (1975 г.); медалью «Ветеран труда» (1978 г.).

Использованные источники:
- Агентство ФТМ, Лтд. http://www.litagent.ru/clients/author/30;
- Демидова О.  https://lavkapisateley.spb.ru/enciklopediya/i-933/livshic--600;
- Лившиц И. Г.
- Писатели Ленинграда. Биобиблиографический справочник. 1934–81. Авторы-составители В. Бахтин и А. Лурье. Л., 1982; С. 191.
- Российская еврейская энциклопедия

https://www.rujen.ru/index.php/%D0%9B%D0%98%D0%92%D0%A8%D0%98%D0%A6_%D0%94%D0%B5%D0%B1%D0%BE%D1%80%D0%B0_%D0%93%D1%80%D0%B8%D0%B3%D0%BE%D1%80%D1%8C%D0%B5%D0%B2%D0%BD%D0%B0